# Michelle Akers
Michelle Akers (sinh 1 tháng 2 năm 1966 tại Santa Clara, California) là một trong những cầu thủ bóng đá nữ xuất sắc nhất của Hoa Kỳ. Akers là thành viên của đội tuyển bóng đá nữ quốc gia Hoa Kỳ đã giành chức vô địch giải bóng đá nữ thế giới năm 1991 và 1999. Tên của Akers đã được lưu trong "Nhà lưu danh các cầu thủ bóng đá" của Mỹ. Akers là người phụ nữ thứ ba được lưu danh.
Trong thời gian từ 1985–1990, Akers ghi 15 bàn trong 24 trận đấu cho đội tuyển Mỹ. Ở mùa giải 1991, Akers lập kỉ lục khi ghi 39 bàn trong 26 trận. Akers cũng chính là vua phá lưới ở World Cup Nữ 1991, tổ chức ở Trung Quốc, với 10 bàn, trong đó có trận Akers đã ghi tới 5 bàn.
Năm 1996, Akers cùng đội tuyển Mỹ tham dự Olympics mùa hè tổ chức tại Atlanta, Georgia và giành được huy chương vàng. Năm 1999, đội tuyển Mỹ đoạt cup vô địch sau khi thắng Trung Quốc trên chấm 11m và Akers được bầu vào đội hình tiêu biểu của giải.
Trong suốt sự nghiệp thi đấu của mình Akers đã ghi 105 bàn thắng trong đó có những bàn thắng quan trọng như: bàn thắng đầu tiên trong lịch sử của đội tuyển nữ Mỹ, hai bàn thắng trong trận chung kết Giải bóng đá nữ thế giới năm 1991 (Mỹ đã đánh bại Na Uy với tỷ số 2-1 để giành chức vô địch) và quả penalty thành công loại đội Brasil tại vòng bán kết tại giải bóng đá nữ thế giới vào năm 1999.
Akers giải nghệ vào năm 2000. Sau khi giải nghệ Akers vẫn tiếp tục tham gia vào việc phát triển bóng đá và viết một số sách.
Năm 2002, Akers được FIFA bầu là cầu thủ nữ hay nhất thế kỉ, và năm 2004 Akers cùng Mia Hamm là hai cầu thủ nữ được Pelé lựa chọn vào danh sách 125 cầu thủ còn sống xuất sắc nhất.